# محمدعلی سردار افخم

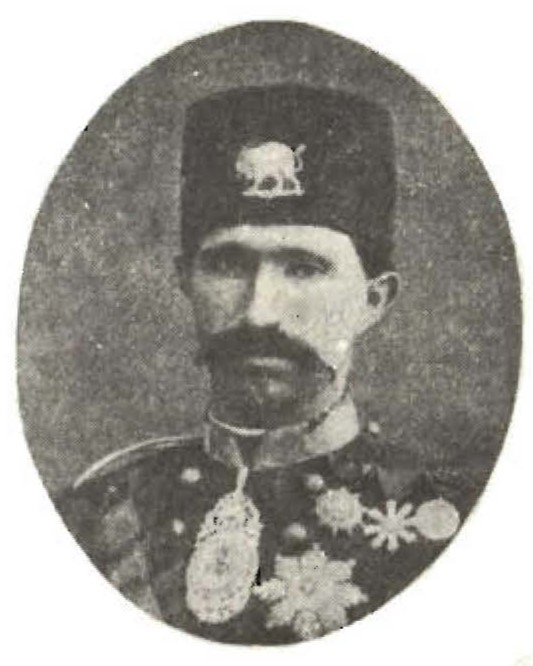
محمدعلی سردار افخم

محمدعلی خان سردار اَفخَم ملقب به آقا بالاخان سردار، «معین نظام» و «وکیل‌الدوله» در زمان انقلاب مشروطه حاکم شهر رشت و گیلان و نماینده و حامی دولت مرکزی ایران و از مخالفان مشروطه بود.
آقابالاخان در زمان سلطنت مظفرالدین شاه بنابر سفارش کامران میرزا گاهی به حکومتی مأمور فرستاده می‌شد.
از بستگان مخصوص کامران میرزای نایب السلطنه بود. سن او نزدیک به پنجاه سال بود. درگذشته در ماجرای «رژی» شرکت انحصار دخانیات در روزگار ناصرالدین شاه که اهالی ایران به شوند دستور دینی حاج میرزا حسن شیرازی، دخانیات استفاده نمی‌کردند و روزی در سال ۱۳۱۲ به سوی دربار ناصرالدین شاه حمله می‌کردند آقابالا خان معین نظام، وکیل‌الدوله لقب داشت و فرمانده سپاه ویژه تهران و رئیس نظمیه بود، به دستور کامران میرزا فرمان شلیک داد و گروهی از مردم بی گناه را کشت و زخمی کرد. از آن تاریخ بدنام و کینهٔ آقابالاخان در دل اهل تهران پیدا شد.
سردار افخم، از سران دورهٔ استبداد بود و در زمان محمدعلی‌شاه در گیلان حکومت داشت. در محرم ۱۳۲۷ ه‍.ق که ملی‌گراها و آزادی خواهان گیلان قیام کردند، او را کشته و شهر را گرفتند.
سردار افخم، نه یا ده ماه پیش از پیروز شدن مشروطه‌طلبان، مقدار هنگفتی جواهر قیمتی و گوهرهای گران بها آماده کرده بود و در جعبهٔ آهنین بزرگی به همسرش، خانم مفتخرالسلطنه، سپرده بود و بر آن بود که از رشت به انزلی رود و از راه روسیه به اتریش پناهنده شود و در وین پایتخت اتریش اقامت گزیند.
هنگامی که از سوی محمدعلی‌شاه فرمانروای گیلان بود مجاهدین به سرکردگی «معزالسلطان سردار محیی» آقابالاخان را که در باغ مدیریه رشت میهمان بود با چند گلوله از پای درآوردند و آشکار نشد که جسد او را در کجا دفن نمودند. این رویداد در روز اول انقلاب گیلان در محرم ۱۳۲۷ ه‍.ق رخ داده‌است.
عارف قزوینی دربارۀ او می‌نویسد:
" این بی‌شرف بی‌ناموس هر جا زن خوشگلی سراغ می‌کرد، به دستیاری زن‌های دلاله و اجزای بی‌ناموس نظمیهٔ آن زمان که مشتی وافوری تربیت شده زیر دست خودش بودند، تا پرده عصمت آنان را نمی‌درید، راحت نمی‌نشست ."